# L'avventuriera (film 1928)
L'avventuriera (A Lady of Chance) è un film del 1928, diretto da Robert Z. Leonard.

## Produzione
Il film fu prodotto da Robert Z. Leonard per la Metro-Goldwyn-Mayer (MGM) (controlled by Loew's Inc.). Venne girato muto per essere in seguito sonorizzato con il sistema Western Electric Sound System.

## Distribuzione
Distribuito dalla Metro-Goldwyn-Mayer (MGM), il film uscì nelle sale cinematografiche USA il 1º dicembre 1928.